# Époque du commerce Nanban
Pour les articles homonymes, voir Nanban (homonymie).
L'époque du commerce Nanban (南蛮貿易時代, Nanban-bōeki-jidai, soit « époque du commerce avec les Barbares du Sud ») est une période de l'histoire du Japon qui s'étend de l'arrivée des premiers Européens au Japon en 1543 jusqu'à leur exclusion quasi totale de l'archipel en 1650 avec la promulgation des lois isolationnistes du sakoku.
Nanban (南蛮, littéralement « barbare du Sud », aussi retranscrit Namban) est un mot japonais qui désigne à l'origine la population d'Asie du Sud et du Sud-Est, selon l'usage chinois qui donne aux peuples « barbares » une désignation spécifique en fonction de leur origine géographique. Au Japon, le mot prend un nouveau sens pour désigner les Européens lorsque ceux-ci arrivent dans l'archipel à partir de 1543, d'abord du Portugal, puis d'Espagne, puis plus tard des Pays-Bas et d'Angleterre. Les Néerlandais, Britanniques et Russes sont surnommés le plus souvent Kōmō (紅毛), ce qui signifie « cheveux rouges ». Le mot Nanban est alors considéré comme approprié pour les nouveaux visiteurs, dans la mesure où leurs navires viennent du sud, et parce que leurs manières sont considérées comme grossières par les Japonais.

## Choc culturel

### Récits japonais sur les Européens

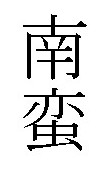
Les caractères pour Nanban, littéralement « barbare du Sud ».

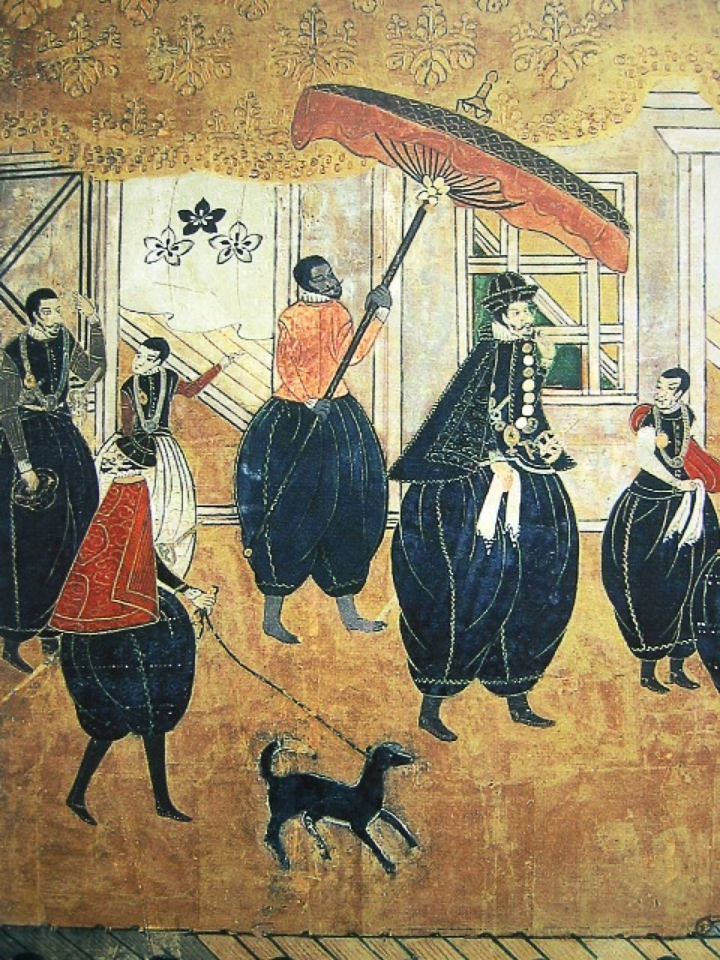
Un groupe de Nanban portugais, XVIIe siècle, Japon.

Les Japonais sont d'abord très méprisants envers les manières des nouveaux arrivants. Un récit contemporain japonais relate que :

« Ils mangent avec leurs doigts au lieu d'utiliser des baguettes comme nous. Ils montrent leurs sentiments sans aucune maîtrise de soi. Ils ne peuvent pas comprendre la signification des caractères écrits. »

— Cité par C.R. Boxer dans The Christian century in Japan 1549-1650
Cependant, les Japonais adoptent rapidement plusieurs des technologies et des pratiques culturelles de leurs visiteurs, aussi bien dans le domaine militaire (l'arquebuse, les cuirasses de style européen, les navires européens), religieux (quelques conversions au christianisme), de l'art décoratif ou du langage (intégration au japonais de termes occidentaux).
Certains étrangers se lient d'amitié  avec des dirigeants japonais, et leurs capacités sont parfois reconnues à tel point que l'un d'entre eux, William Adams, est promu au rang de samouraï et reçoit un fief dans la péninsule de Miura, au sud d'Edo.

### Récits européens sur les Japonais
Les Européens de la Renaissance éprouvent une admiration certaine à l'égard du Japon. Le Japon est alors considéré comme un pays immensément riche en métaux précieux, principalement grâce aux récits de Marco Polo qui rapporte ce qu'il a entendu dans l'Empire mongol de Chine sans être jamais venu dans l'archipel, dont il évoque les temples et palais dorés. La relative abondance de minerais de surface caractéristique de ce pays volcanique contribue à cette réputation avant que le minage profond et à grande échelle devienne possible en Europe à l'époque pré-industrielle. Le Japon devient un exportateur majeur de cuivre et d'argent durant cette période.
Le Japon est aussi perçu comme ayant un système féodal sophistiqué, avec une grande culture et une forte technologie pré-industrielle. Le Japon est à l'époque plus peuplé et urbanisé que n'importe quel pays européen (au XVIe siècle, le Japon a 26 millions d'habitants contre 16 millions en France et 4,5 millions en Angleterre). Il possède des « universités » bouddhistes plus grandes que n'importe quelle institution éducative occidentale, y compris les universités de Salamanque et de Coimbra. Des observateurs européens avertis s'accordent à dire que les Japonais « excellent non seulement parmi les autres peuples orientaux, mais surpassent également les Européens. » (Alessandro Valignano, Historia del Principio y Progreso de la Compañía de Jesús en las Indias Orientales, 1584.)

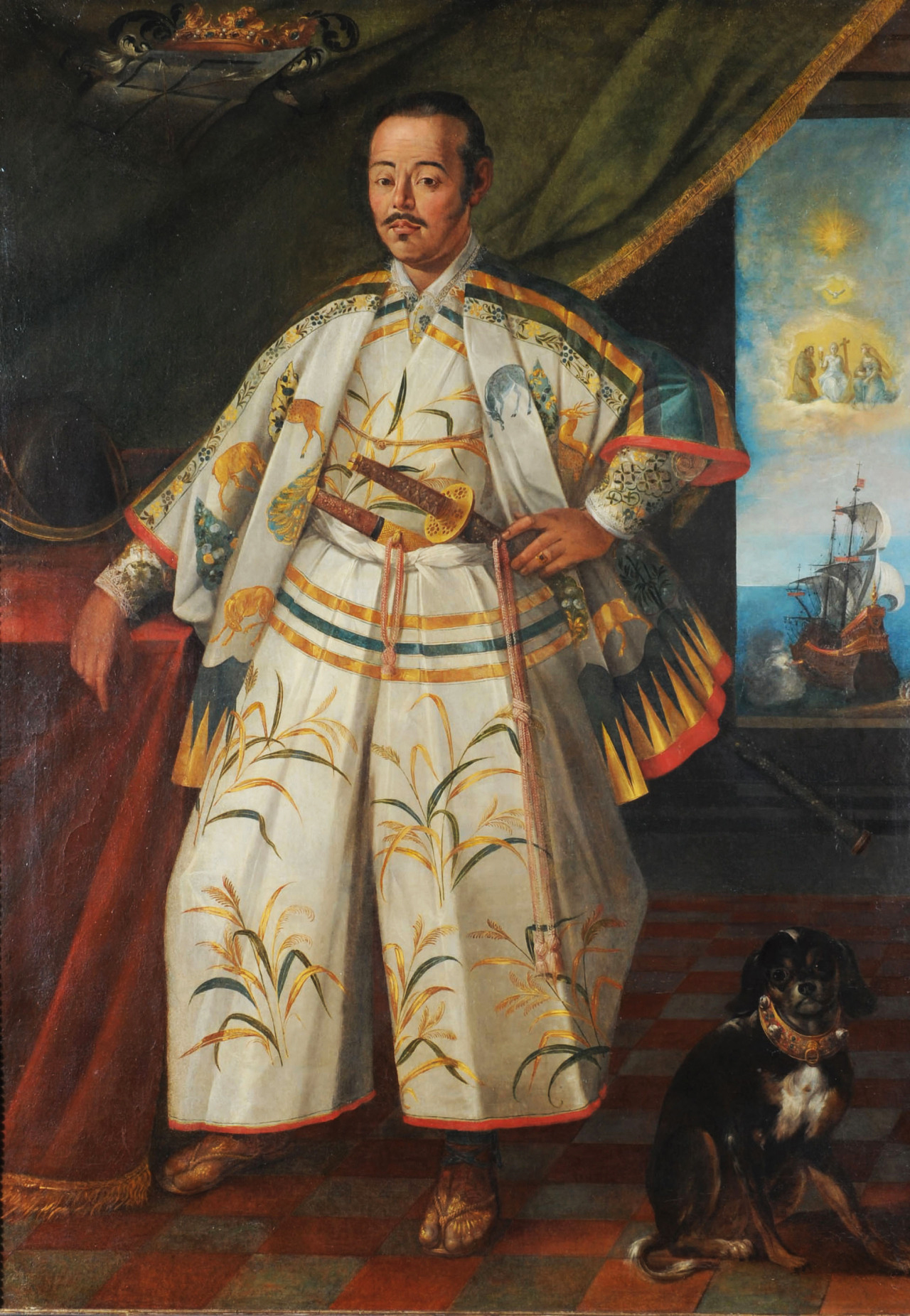
Portrait du samouraï Tsunenaga Hasekura à Rome en 1615, par Claude Deruet, galerie Borghèse, Rome.

Les premiers visiteurs européens se montrent très étonnés par la qualité de l'artisanat et de la métallurgie japonais, d'autant que le Japon lui-même est assez pauvre en ressources naturelles courantes en Europe, en particulier le fer. Ainsi, les Japonais se montrent particulièrement économes avec leurs ressources consommables, et utilisent le peu qu'ils ont avec un talent expert. Leur cuivre et leur acier sont à l'époque les meilleurs du monde, leurs armes les plus tranchantes, leur industrie du papier inégalée : les Japonais se mouchent avec des mouchoirs jetables en papier washi quand le monde occidental utilise encore ses manches à cet usage. Quand le samouraï Tsunenaga Hasekura visite Saint-Tropez (France) en 1615, il fait sensation avec le tranchant de ses épées et ses mouchoirs jetables en papier :

« ...Ilz se mouchent dans des mouchoirs de papier de soye de Chine, de la grandeur de la main a peu prez, et ne se servent jamais deux fois d'un mouchoir, de sorte que toutes les fois qu'ilz ne mouchoyent, ils jestoyent leurs papiers par terre, et avoyent le plaisir de les voir ramasser a ceux de deca qui les alloyent voir, ou il y avoit grande presse du peuple qui s'entre batoit pour un ramasser principalement de ceux de l'Ambassadeur qui estoyent hystoriez par les bordz, comme les plus riches poulletz des dames de la Cour. Ils en portient quantite dans leur seign, et ils ont apporte provision suffisante pour ce long voyage, qu'ilz sont venus faire du deca... »

« ... Le ses epees et dagues sont faictes en fasson de simmetterre tres peu courbe, et de moyenne longueur et sont sy fort tranchantz que y mettant un feuillet de papier et soufflant ilz couppent le papier, et encore de leur papier quy est beaucoup plus deslie que le notre et est faict de soye sur lesquels ils escrivent avec un pinceau. »

— Relations de Mme de St Troppez, octobre 1615, Bibliothèque Inguimbertine, Carpentras
Les prouesses militaires des Japonais sont également très remarquées : « Un décret royal espagnol de 1609 ordonne spécifiquement aux commandants espagnols dans le Pacifique de “Ne pas risquer la réputation de nos armes et États contre les soldats japonais”. » (Noel Perrin (en), Giving up the gun). Des troupes de samouraïs japonais seront plus tard employées dans les « Îles aux épices » (les Moluques) par les Néerlandais pour affronter les Anglais.

## Échanges commerciaux

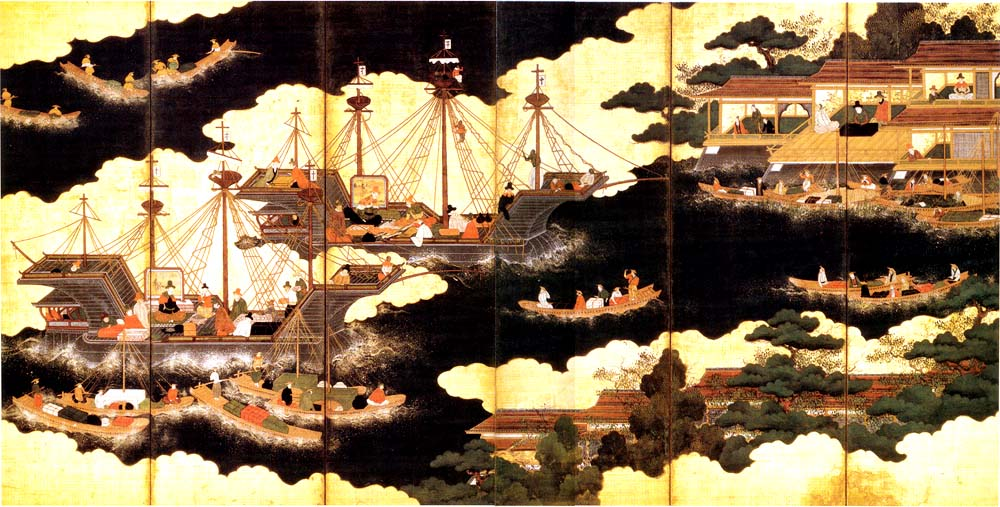
Des navires Nanban arrivant pour commercer au Japon. Peinture du XVIe siècle.

Peu après les premiers contacts en 1543, les navires portugais commencent à arriver au Japon. À cette époque, il existe déjà depuis environ 1515 des échanges commerciaux entre le Portugal et Goa, consistant en trois ou quatre caraques quittant Lisbonne avec de l'argent pour acheter du coton et des épices en Inde, dont l'une poursuit sa route jusqu'en Chine pour y acheter de la soie, là encore en échange d'argent portugais.
Par conséquent, la cargaison des premiers navires portugais (habituellement quatre petits navires par an) arrivant au Japon consiste presque entièrement en soie et en porcelaine chinoises, marchandises qui intéressent beaucoup les Japonais, d'autant plus que l'empereur de Chine leur a interdit tout contact à titre de punition pour les raids des pirates wakō. Les Portugais trouvent ici une bonne occasion d'agir en tant qu'intermédiaires dans le commerce asiatique.

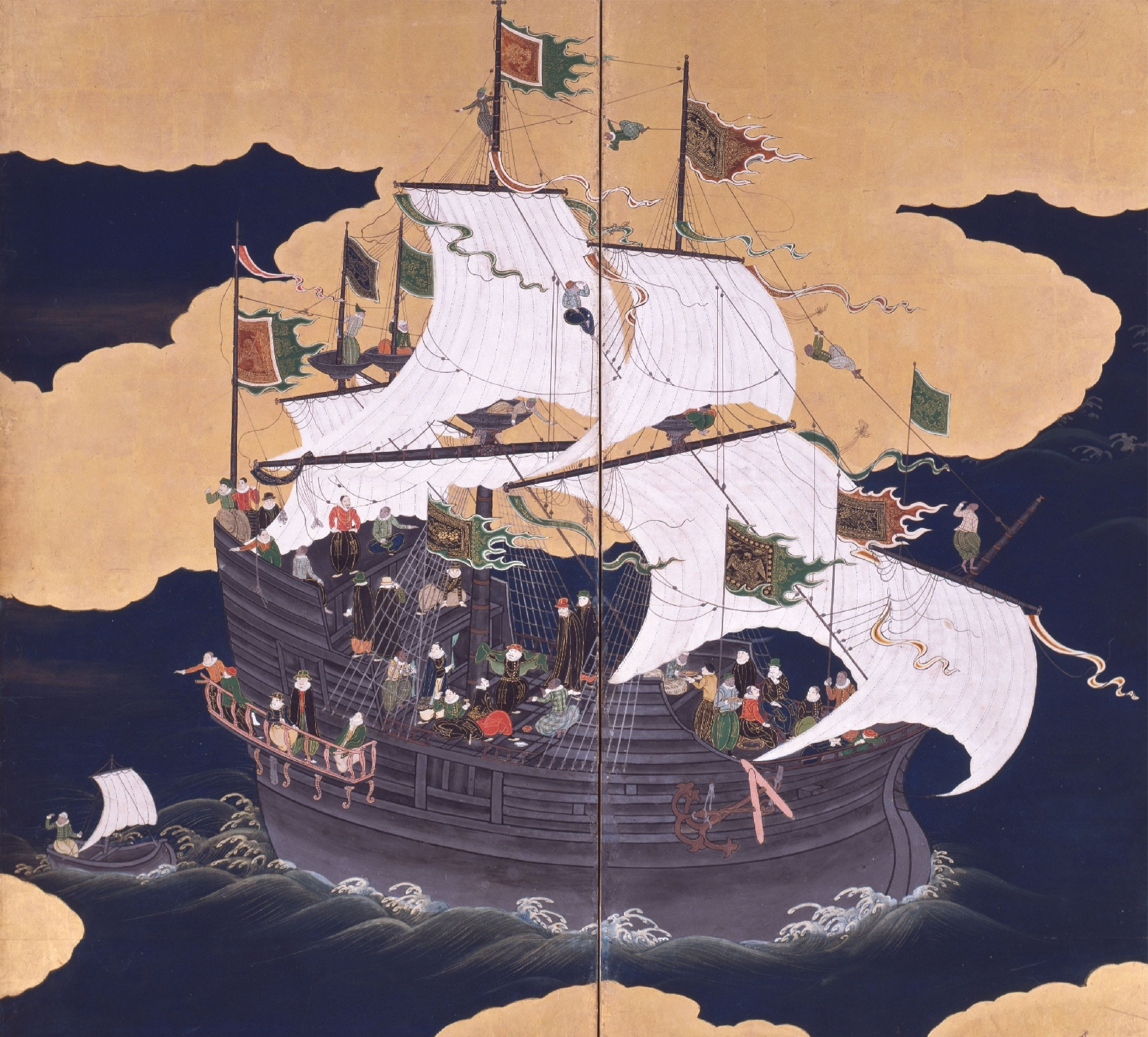
Une caraque portugaise à Nagasaki, XVIIe siècle.

À partir du moment où ils acquièrent Macao en 1557, et sont formellement reconnus en tant que partenaires commerciaux par les Chinois, les Portugais commencent à réglementer le commerce vers le Japon, en vendant au meilleur enchérisseur la « Capitania » annuelle du Japon, conférant les droits de commerce exclusifs pour une seule caraque en partance pour le Japon chaque année. Les caraques sont de très gros navires, généralement entre 1000 et 1500 tonneaux, soit le double ou le triple d'un galion normal ou d'une grande jonque.
Ce commerce continue avec peu d'interruption jusqu'en 1638, date à laquelle il est interdit au motif que les navires font pénétrer clandestinement des prêtres catholiques au Japon.
Le commerce portugais est au fil du temps de plus en plus concurrencé par les trafiquants chinois sur leurs jonques, les shuinsen japonais à partir d'environ 1592 (environ dix navires par an), les navires espagnols de Manille à partir d'environ 1600, les Néerlandais à partir de 1609 et les Anglais à partir de 1613 (environ un navire par an).

### Implication des Néerlandais
Les Néerlandais, qui, plutôt que « Nanban » sont appelés « Kōmō » par les Japonais, arrivent au Japon en 1600 à bord du Liefde. Leur pilote est William Adams, le premier Anglais à atteindre le Japon.
En 1605, deux des membres d'équipage du Liefde sont envoyés à Pattani par Tokugawa Ieyasu, pour inviter les Néerlandais à commercer avec le Japon. Le chef du comptoir commercial de Pattani, Victor Sprinckel, refuse au motif qu'il est trop occupé par la concurrence des Portugais en Asie du Sud-Est. En 1609, cependant, le Néerlandais Jacques Specx arrive avec deux navires à Hirado, et obtient grâce à Adams des privilèges commerciaux d'Ieyasu.
Les Néerlandais s'impliquent également dans la piraterie et le combat naval pour affaiblir la navigation des Portugais et Espagnols dans le Pacifique, et finissent par être les seuls Occidentaux autorisés à accéder au Japon, dans la petite enclave de Dejima, à partir de 1638 et pour les deux siècles suivants.

## Échanges technologiques et culturels

### Arquebuses

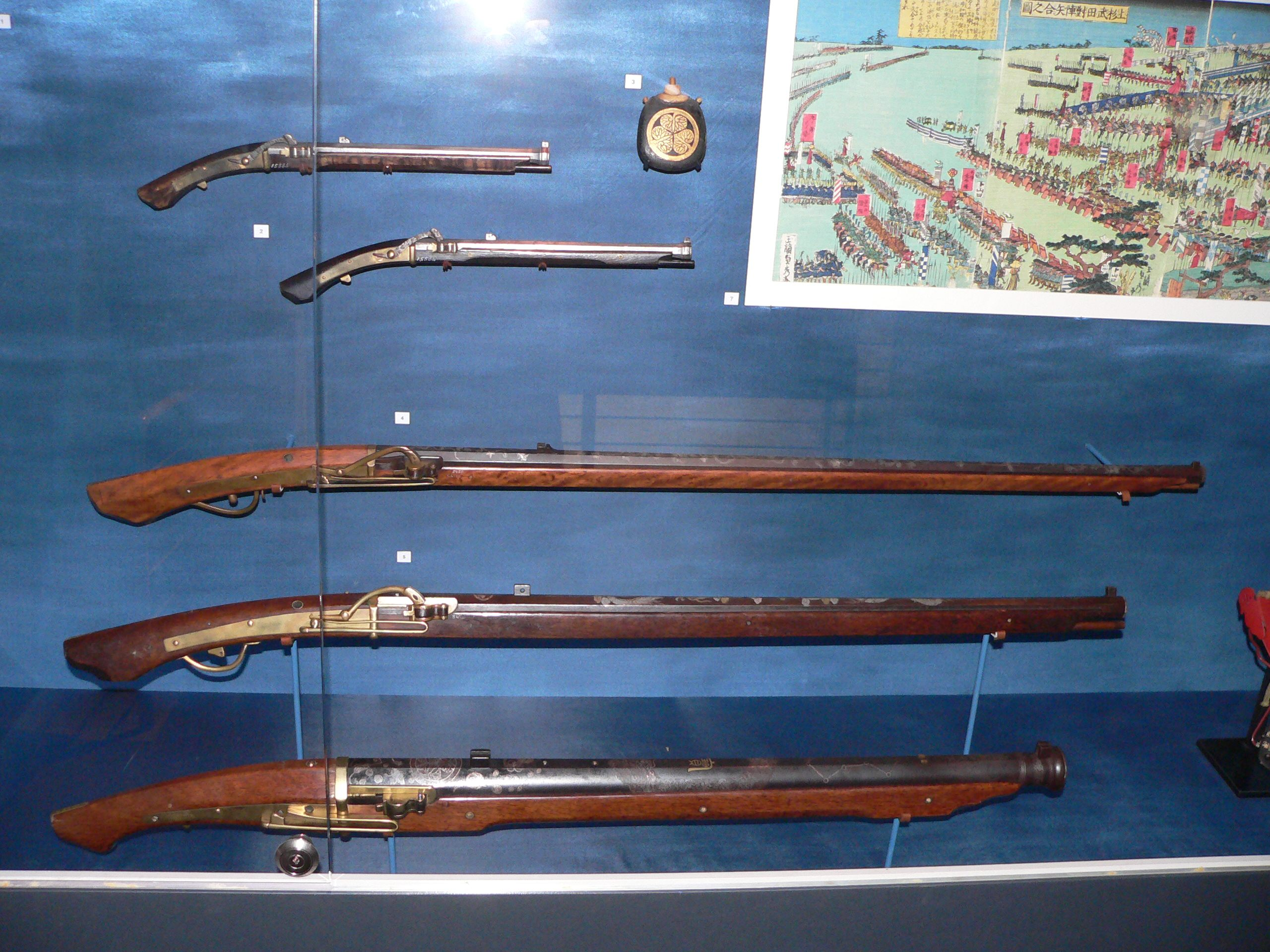
Arquebuse japonaise de l'époque d'Edo (tanegashima).

L'une des nombreuses choses qui intéressent les Japonais sont les armes à feu portugaises. Les trois premiers Européens sont des Portugais[réf. nécessaire] (parmi lesquels Fernão Mendes Pinto qui prétend, dans son récit de voyage romancé Pérégrination, être le premier) qui arrivent sur un navire chinois dans l'île méridionale de Tanegashima, et ils ont avec eux des arquebuses et des munitions (les arquebuses doivent leur nom japonais de tanegashima à cet événement). Le Japon est alors en pleine guerre civile, et cette période est nommée époque Sengoku, soit époque des guerres civiles. Les Japonais connaissent déjà la poudre à canon (inventée et transmise par les Chinois), utilisent des canons appelés teppō (鉄砲, « canon de fer ») et des armes à feu basiques chinoises depuis environ 270 ans avant l'arrivée des Portugais. Cependant, des lois interdisant l'usage de la roue rendent l'artillerie difficile à transporter. Les fusils portugais, eux, sont légers, disposent d'un mécanisme de mise à feu à platine à mèche et il est facile de viser avec.
Le célèbre daimyō qui le premier unifie presque entièrement le Japon, Oda Nobunaga, fait un usage intensif des arquebuses, qui jouent notamment un rôle-clé lors de la bataille de Nagashino.
En l'espace d'un an, les forgerons japonais parviennent à reproduire le mécanisme et entamer la production de masse des fusils. À peine cinquante ans plus tard, « les armes à feu étaient certainement plus communes au Japon que dans n'importe quel autre pays du monde ».
On suppose qu'à l'époque Azuchi-Momoyama, il y avait peut être jusqu'à 400 000 armes à feu dans le monde. En revanche, au Japon, le nombre d'armes à feu a été estimé à plus de 800 000. En outre, les fusils de Sakaï et Tanegashima avaient été améliorés par rapport à leurs inspirateurs occidentaux. Et ce malgré les ressources limitées en fer des Japonais, par rapport aux nations continentales. En d'autres termes, la puissance militaire nipponne était bien réelle, de même que la menace potentielle qu'elle représentait. Cette réputation militaire des Japonais fut sans doute pour beaucoup dans le fait que les Européens obéirent aux décrets de fermeture du pays.[réf. nécessaire]
Les armes à feu furent un instrument important dans l'unification du Japon sous Toyotomi Hideyoshi et Tokugawa Ieyasu, ainsi que dans les tentatives d'invasion de la Corée en 1592 et 1597.

### Navires

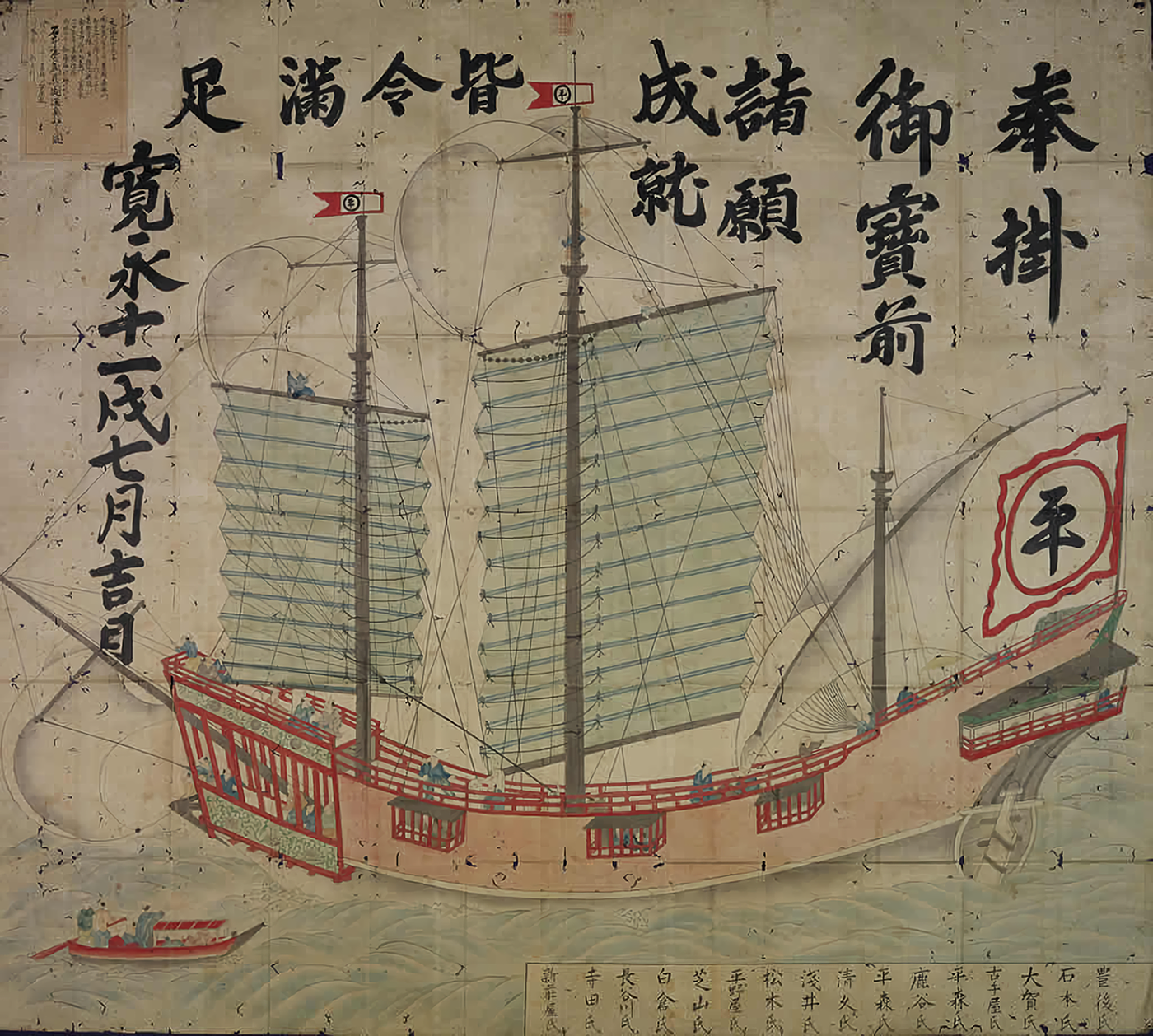
Un navire à sceau vermillon japonais de 1634, avec des voiles latines et carrées, un gouvernail et une poupe de style occidental. Ces navires étaient généralement armés de 6 à 8 canons. Musée des sciences navales de Tōkyō.

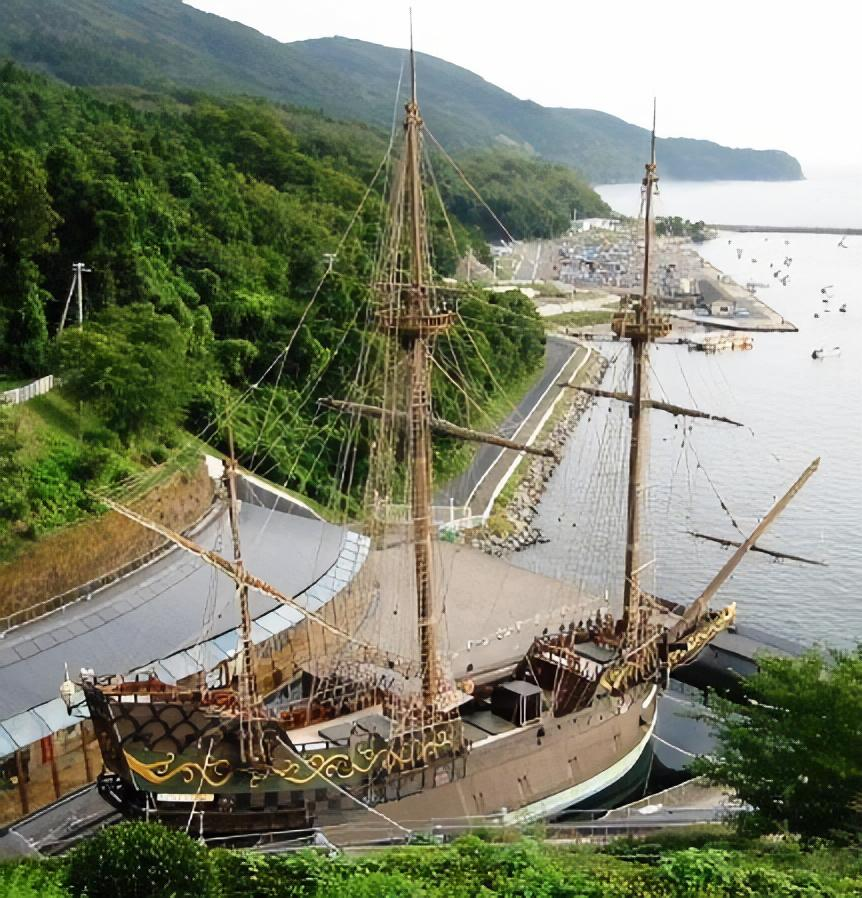
Réplique du galion japonais de 1613 San Juan Bautista, à Ishinomaki, Japon.

Les navires européens (surtout les galions) ont également une certaine influence sur l'industrie navale japonaise, et finissent par stimuler de nombreuses expéditions japonaises à l'étranger.
Le bakufu établit un système d'expéditions commerciales sur des navires à licence nommés shuinsen bōeki (navires à sceau vermillon), qui naviguent pour le commerce à travers l'Extrême-Orient et l'Asie du Sud-Est. Ces navires incorporent de nombreux éléments repris des galions, tels que la voilure, le gouvernail, et la disposition des canons. Ils amènent de nombreux commerçants et aventuriers japonais dans les ports d'Asie du Sud-Est. Certains deviennent parfois assez importants dans les affaires locales, tel l'aventurier Yamada Nagamasa au Siam, ou deviennent plus tard des personnalités célèbres au Japon, comme Tenjiku Tokubei.
Au début du XVIIe siècle, le bakufu fait construire avec l'aide d'experts étrangers plusieurs navires de style purement Nanban, tels la flûte San Buena Ventura, qui, prêtée à des naufragés espagnols, traversera le Pacifique jusqu'à Acapulco, ou le galion San Juan Bautista, qui traverse deux fois le Pacifique avec à son bord des ambassades à destination de la Nouvelle-Espagne, comme galion de Manille.

### Catholicisme
Avec l'arrivée du missionnaire jésuite François Xavier, le catholicisme se développe progressivement jusqu'à devenir une puissance religieuse importante au Japon. Bien que la tolérance envers les « padres » occidentaux soit initialement liée au commerce, les catholiques affirment avoir réalisé environ 200 000 conversions à la fin du XVIe siècle, principalement dans l'île de Kyūshū. Les jésuites parviennent même à obtenir la juridiction sur la cité commerçante de Nagasaki.

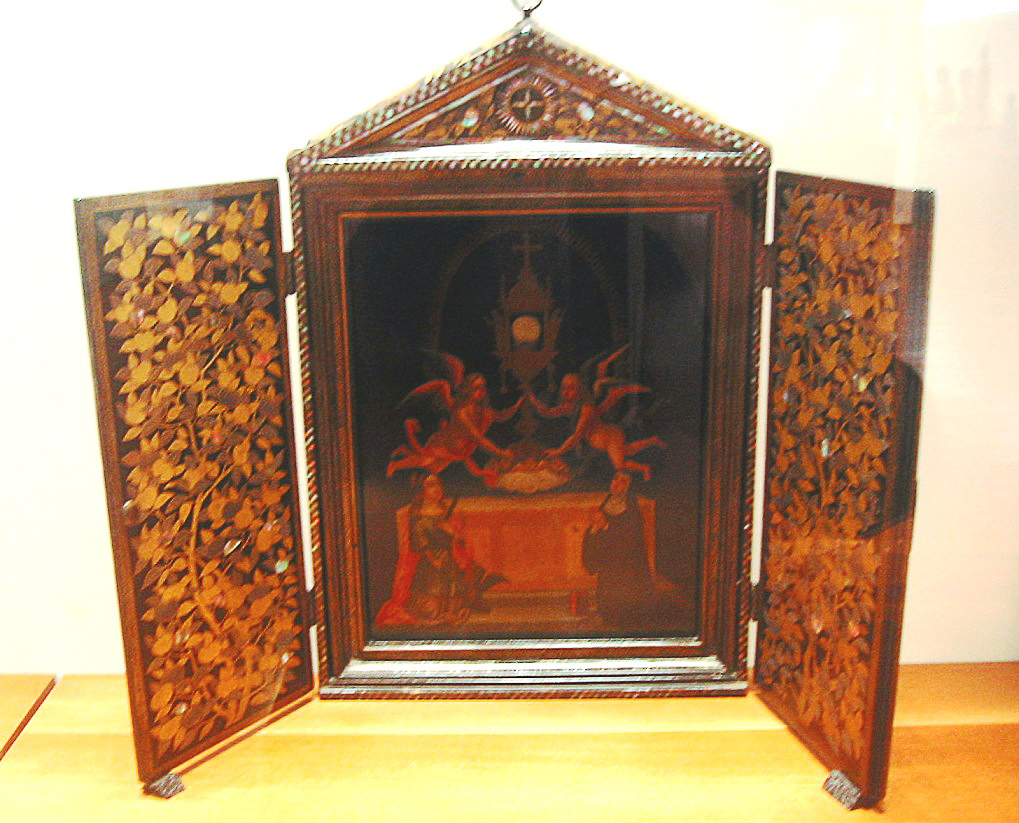
Un autel votif japonais de style Nanban, fin du XVIe siècle. Musée Guimet.

La première réaction du kanpaku Toyotomi Hideyoshi vient en 1587, quand il promulgue l'interdiction du christianisme et ordonne le départ de tous les « padres ». Cette résolution n'est cependant pas suivie, et seuls 3 sur les 130 jésuites quittent le Japon, et les jésuites restent capables de poursuivre leurs activités. Hideyoshi écrit ceci :

« 1. Le Japon est le pays des Dieux, et pour les padres venir ici prêcher une loi diabolique est une chose répréhensible et diabolique
2. Pour les padres, venir au Japon et convertir les gens à leur foi, détruisant à cette fin les temples Shintō et bouddhistes, est une chose jamais vue et jamais entendue. Pousser la canaille à commettre des outrages de cette sorte est quelque chose qui mérite de sévères punitions. »

— Cité par C.R. Boxer, The Christian century in Japan 1549-1650
La réaction de Hideyoshi envers le christianisme est démontrée encore plus fortement lorsqu'un galion espagnol échoué amène des Franciscains au Japon en 1597. Vingt-six chrétiens (6 Franciscains, 17 de leurs néophytes japonais, et 3 frères-lais jésuites (inclus par erreur)) sont crucifiés à Nagasaki le 5 février 1597. Il semble que la décision de Toyotomi fut prise à la suite d'encouragements des jésuites à éliminer l'ordre rival, les Espagnols se vantant que la conquête militaire suivait habituellement le prosélytisme catholique, et par son propre désir de se saisir de la cargaison du navire. Malgré la destruction de près d'une centaine d'églises, la plupart des Jésuites restent au Japon.
L'acte final vient avec l'interdiction ferme du christianisme par Tokugawa Ieyasu en 1614, qui conduit les jésuites à pratiquer en secret, et à rejoindre Toyotomi Hideyori dans sa révolte lors du siège d'Osaka. La répression envers le catholicisme devient virulente après la mort de Tokugawa en 1616, menant à la torture et à la mort d'environ 2000 chrétiens (dont 70 occidentaux), et à l'apostasie des 200 à 300 000 restants. La dernière réaction d'envergure des chrétiens japonais est la rébellion de Shimabara en 1637.

### Autres influencesNanban

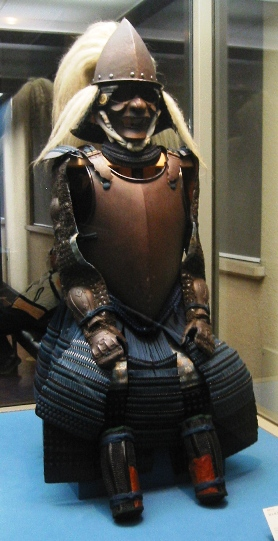
Nanbandō, cuirasse de style occidental, XVIe siècle.

Les Nanban ont également influencé diverses choses :
- Nanbandō (南蛮胴) désigne un type de cuirasse couvrant le tronc en une seule pièce, un style importé d'Europe.
- Nanbanbijutsu (南蛮美術) décrit généralement l'art japonais avec des thèmes ou des influences occidentales.
- Nanbanga (南蛮画) désigne les nombreuses représentation graphiques des étrangers, et définit un style complet de l'art japonais[5].
- Nanbannuri (南蛮塗り) décrit les objets laqués de style portugais, objets très populaires à la fin du XVIe siècle[6].
- Nanbangashi (南蛮菓子) est une variété de gâteaux dérivant de recettes espagnoles ou portugaises, en particulier le populaire Kasutera (カステラ), tirant son nom de la Castille. Ces gâteaux de « Barbares du Sud » sont encore en vente de nos jours dans les supermarchés japonais, souvent dans des boîtes ornées de reproduction de « barbares » du XVIe siècle.
- Nanban-ji (南蛮寺) est la première église chrétienne de Kyoto. Avec le soutien de Oda Nobunaga, le padre jésuite Gnecchi-Soldo Organtino fonde cette église en 1576. Elle sera détruite en 1587 par Toyotomi Hideyoshi. Sa cloche est actuellement conservée au temple Shunkō-in de Kyoto sous le nom de Nanbanji-no-kane (« La cloche du Nanban-ji »).
- Les cartes à jouer (japonais karuta, du portugais carta), avec plusieurs jeux dérivés des jeux portugais (unsun, mekuri, kabu...), aujourd'hui en voie de disparition, et un abondant vocabulaire ; le jeu des fleurs hanafuda continue la structure des jeux portugais du XVIe siècle avec 12 x 4 cartes, soit 48.

## Déclin du commerceNanban
Cependant, après l'unification et la pacification du pays par Tokugawa Ieyasu en 1603, le Japon se ferme progressivement aux Européens, principalement à cause de la menace grandissante de la christianisation.
En 1650, exception faite du poste commercial de Dejima, à Nagasaki, pour les Pays-Bas, et d'un peu de commerce avec la Chine, les étrangers sont passibles de la peine de mort, et les convertis chrétiens persécutés. Les armes à feu sont également pratiquement éradiquées pour revenir au sabre, considéré comme étant plus civilisé. La construction de grands navires et le voyage à leur bord sont également interdits. Commence alors une période d'isolement, mais aussi de paix et de prospérité du pays connue sous le nom d'époque d'Edo.
Les « barbares » reviennent cependant plus de 200 ans plus tard, renforcés par l'industrialisation, et mettent fin à l'isolationnisme, avec l'ouverture forcée du Japon au commerce par une flotte américaine commandée par le commodore Matthew Perry en 1854.

## Usage du motNanban
Le terme Nanban ne disparaît pas de l'usage commun avant la restauration Meiji, lorsque le Japon décide son occidentalisation radicale pour mieux résister aux Occidentaux, et cesse alors de considérer l'Occident comme fondamentalement incivilisé. Des mots tels que Yofu (洋風, littéralement « style océanique ») et Obeifu (欧米風, « style européen américain ») remplacent alors Nanban dans la plupart des usages.
Cependant, le principe de l'occidentalisation est le Wakon yōsai (和魂洋才, soit littéralement « Esprit japonais, talent occidental »), qui sous-entend que, si la technologie peut être acquise de l'Occident, l'esprit japonais reste supérieur à l'esprit occidental, bien que probablement plus à un point justifiant l'usage du mot « barbare »...
Aujourd'hui, le mot Nanban n'est plus utilisé que dans un usage historique, et est surtout considéré comme pittoresque et affectueux. Il peut parfois être utilisé de manière à la fois humoristique et cultivée pour se référer aux peuples ou à la civilisation occidentales.
Il reste cependant un domaine où Nanban est exclusivement réservé pour se référer à un certain style. Il s'agit celui de la cuisine et du nom des plats. Ces plats Nanban n'étant pas des plats américains ou européens mais une étrange collection de plats n'utilisant ni sauce soja ni miso mais du curry et du vinaigre pour donner du goût. Certains de ces plats ressemblent aux cuisines d'Asie du Sud-Est, mais sont tellement modifiés pour se rapprocher des goûts japonais tels que le ramen qu'ils doivent être considérés comme des plats séparés.

## Chronologie
- 1543 : Des marins portugais (parmi lesquels figure peut-être Fernão Mendes Pinto) arrivent à Tanegashima, apportant avec eux l'arquebuse.
- 1548 : Le Jésuite italien Niccolò Lancillotto rédige deux rapports sur sa propre présence au Japon.
- 1549 : François Xavier arrive à Kagoshima.
- 1557 : Établissement des Portugais à Macao, et envoi d'un navire commercial annuel vers le Japon.
- 1570 : Des pirates japonais occupent une partie de Taïwan, et de là fondent sur la Chine.
- 1575 : Bataille de Nagashino, durant laquelle est fait un usage intensif des armes à feu.
- 1577 : Les premiers navires japonais parviennent en Cochinchine.
- 1579 : Le jésuite italien Alessandro Valignano arrive au Japon.
- 1580 : Les Jésuites reçoivent à Nagasaki le daimyō chrétien Arima Harunobu.
- 1584 : Mancio Ito arrive à Lisbonne avec trois autres Japonais et un père jésuite.
- 1588 : Toyotomi Hideyoshi interdit la piraterie.
- 1592 :
  - Le Japon tente d'envahir la Corée avec une armée de 160 000 hommes durant la guerre Imjin.
  - Première mention connue des shuinsen bōeki.
- 1597 : Martyre de 26 chrétiens (principalement des Franciscains) à Nagasaki.
- 1598 : Mort d'Hideyoshi.
- 1600 :
  - Arrivée de William Adams à bord du Liefde.
  - Tokugawa Ieyasu unifie le Japon à la suite de la bataille de Sekigahara.
  - Les Espagnols commencent à commercer avec le Japon à partir de Manille.
- 1602 : Des navires de guerre néerlandais attaquent la caraque portugaise San Catarina près de Malacca.
- 1603 :
  - Établissement du siège du Bakufu à Edo.
  - Établissement d'un comptoir commercial anglais à Bantam, sur l'île de Java.
- 1605 : Deux des hommes d'équipage du Liefde sont envoyés à Pattani par Tokugawa Ieyasu, pour inviter les Néerlandais à commercer au Japon.
- 1609 : Les Néerlandais ouvrent une factorerie à Hirado.
- 1612 : Yamada Nagamasa s'installe à Ayutthaya, au Siam.
- 1613 :
  - L'Angleterre ouvre à son tour une factorerie à Hirado
  - Hasekura Tsunenaga  entame son ambassade en Amérique et en Europe. Il revient en 1620.
- 1614 : Expulsion des Jésuites du Japon. Interdiction du christianisme.
- 1615 : Des jésuites japonais commencent à faire du prosélytisme en Indochine.
- 1616 : Mort d'Ieyasu Tokugawa.
- 1622 : 
  - Massacre massif des chrétiens.
  - Mort de Hasekura Tsunenaga.
- 1623 :
  - Les Anglais ferment leur factorerie à Hirado, car ils ne parviennent pas à faire de profits.
  - Yamada Nagamasa revient du Siam au Japon, accompagné d'un ambassadeur du roi du Siam Songtham. Il retourne au Siam en 1626.
  - Interdiction du commerce avec les Philippines espagnoles.
- 1624 :
  - Interruption des relations diplomatiques avec l'Espagne.
  - Des jésuites japonais commencent à faire du prosélytisme au Siam.
- 1628 : Destruction du navire à sceau vermillon de Takagi Sakuemon (高木作右衛門, Takagi Sakuemon) à Ayutthaya, au Siam, par une flotte espagnole. En mesure de représailles, le commerce portugais au Japon est interdit durant 3 ans.
- 1632 : Mort de Tokugawa Hidetada.
- 1637 : Rébellion de Shimabara par des paysans chrétiens menés par Amakusa Shirō .
- 1638 : Interdiction définitive du commerce avec le Portugal.
- 1641 : La factorerie néerlandaise est transférée de Hirado à Nagasaki.

## Sources
- (en) Cet article est partiellement ou en totalité issu de l’article de Wikipédia en anglais intitulé « Nanban trade period » (voir la liste des auteurs).
  - (en) Noel Perrin, Giving Up the Gun, David R. Godine Publisher, Boston  (ISBN 0-87923-773-2)
  - (en) Christopher Howe, The Origins of Japanese Trade Supremacy. Development and Technology in Asia from 1540 to the Pacific War, The University of Chicago Press  (ISBN 0-226-35485-7)
- (fr) Louis Frédéric, Le Japon, dictionnaire et civilisation, Paris, Robert Laffont, coll. « Bouquins », 1996, 1419 p. [détail des éditions] (ISBN 2-221-06764-9)
- (fr) Mitsuo Kure, Samouraïs, Philippe Piquier, 2004, 196 p. [détail de l’édition] (ISBN 2-87730-662-3)